# René I Andegaweński
René I Andegaweński (fr. René d’Anjou), Rene Prowansalski, zwany Dobry Król Rene (fr. Le bon roi René, (ur. 16 stycznia 1409 na zamku Angers, zmarł 10 lipca 1480 w Aix-en-Provence – władca z bocznej linii francuskich Walezjuszów (linia Valois-Anjou). Książę Andegawenii (Anjou) 1434–1480, książę Lotaryngii 1431–1453, książę Baru 1430–1480, hrabia Prowansji 1434–1480, tytularny król Neapolu 1442–1480, tytularny król Jerozolimy 1438–1480, antykról Aragonii 1466–1472, hrabia de Guise.

## Życiorys

### Wczesne lata życia
Rene był synem księcia Andegawenii Ludwika II i Jolanty, córki króla Aragonii Jana I. Jego starszym bratem był Ludwik III Andegaweński, a starszą siostrą Maria Andegaweńska – królowa Francji. Jego ojciec zmarł w 1417 r. Pozostawił młodszemu synowi tylko hrabstwo Guise i dwie domeny w Ile-de-France. Księżna-wdowa Jolanta Aragońska, teściowa delfina Karola, wiedząc, że tak skromnie wyposażony w dobra ziemskie nie będzie mógł odgrywać znaczącej roli, zaproponowała swemu wujowi kardynałowi Ludwikowi, księciu de Bar, biskupowi Verdun i Chalon (którego matka Maria była córką króla Francji Jana II Dobrego), aby prawa do jego dziedzicznych ziem przejął Rene. Matka Rene, będąca zwolenniczką prokrólewskiego stronnictwa Armaniaków, zaręczyła swego 11-letniego syna z Izabelą, dziedziczką Karola Lotaryńskiego. Po podpisaniu umowy małżeńskiej 20 marca 1419 r. Rene opuścił rodzinne Angers, by zgodnie z tradycją wychować się na dworze przyszłych teściów.
Książę Ludwik wprowadził młodego Rene do elitarnego Zakonu Wierności, którego dewiza brzmiała „Wszyscy za jednego”. Ponoć Rene do końca życia dochował wierności temu zawołaniu. Szybko też upodobnił się do swojego przyszłego teścia, księcia Karola II, erudyty o wielkopańskich manierach i posiadacza licznych kochanek. Kiedy jesienią 1422 r. pojawił się na dworze księcia Lotaryngii w Nancy na ślub z Izabelą natychmiast przypadł do gustu miejscowym damom. Ślub z Izabelą odbył się 22 października 1422 r. w Nancy.

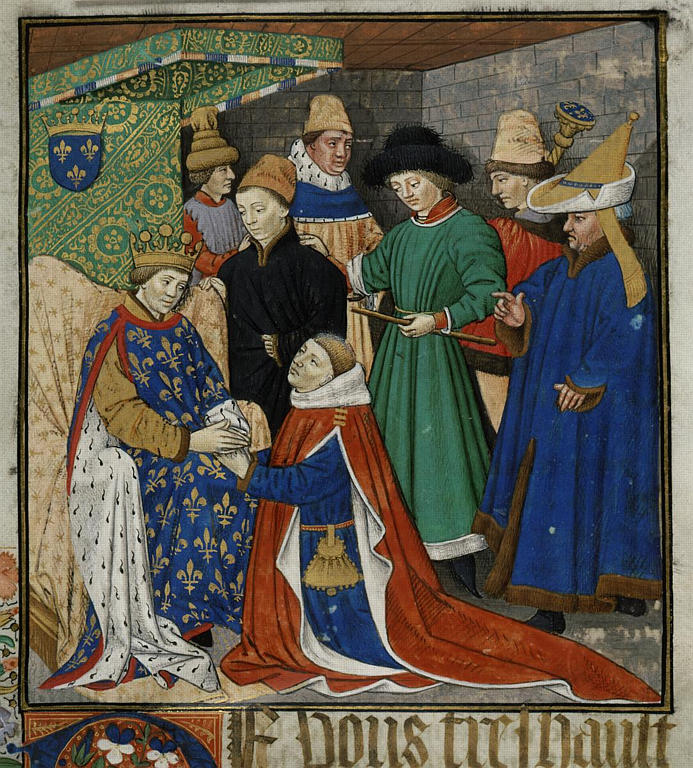
René I Andegaweński

Księstwa Baru i Lotaryngii sąsiadowały z potężnym księstwem Burgundii. Jego władca, Filip III Dobry, prowadził wojnę ze stronnictwem armaniaków, do którego należała matka Rene i jego szwagier, delfin (od 1422 r. król Francji) Karol VII. Położone we wschodniej Francji księstwa były dotychczas omijane przez wojnę. W 1428 r. w pobliże tych księstw przybyła armia angielska dowodzona przez regenta Francji Jana Lancastera, 1. księcia Bedford. Kiedy angielski dowódca zastanawiał się czy zaatakować Orlean czy Angers, Karol Lotaryński, Ludwik de Bar i Rene postanowili uznać króla Anglii Henryka VI za swego suzerena. Rok później młody książę spotkał Joannę d’Arc. Rene tak zachwycił się dziewczyną, że postanowił zmienić stronę i wracając do króla Francji Karola VII dał Joannie d’Arc list polecający. Razem z teściem zapewnił ją, że w skrytości ducha popierają Karola VII, ale nie nadszedł jeszcze czas, aby się z tym ujawnić. Po zwycięstwach Joanny przyłączył się do Karola i brał udział w jego koronacji w Reims w 1429 r.
W roku 1430 zmarł kardynał Ludwik de Bar, a rok po nim Karol Lotaryński. Rene, który wcześniej już został adoptowany przez kardynała, po jego śmierci odziedziczył po nim księstwo Baru. Po śmierci teścia Rene wyruszył odebrać przysięgę wierności od swoich nowych poddanych. Żonę i dzieci pozostawił w Nancy. Wtedy do miasta przybył Antoni hrabia de Vaudemont, bratanek zmarłego Karola II, zgłaszając pretensje do księstwa. Antoniego poparł Filip Burgundzki. Rene przegrał bitwę pod Bulgnéville w lipcu 1431 r. i dostał się do burgundzkiej niewoli. Więziony w Dijon nie utracił jednak pogody ducha. Malował miniatury na szkle, dużo czytał i pisał wiersze. W kwietniu 1432 r. Filip III zgodził się uwolnić Rene w zamian za ogromny okup. Od tej pory zaczęły się finansowe kłopoty księcia, które będą trwały do końca jego życia.
W 1434 r. cesarz Zygmunt Luksemburski potwierdził prawa Rene do tronu Lotaryngii.

### Książę Andegawenii i walki o tron w Neapolu
12 listopada 1434 r. zmarł bezpotomnie starszy brat Rene, książę Ludwik III Andegaweński. Dziedzicem wszystkich jego tytułów i godności został właśnie Rene. Trzy miesiące później zmarła królowa Neapolu Joanna II, zapisując Rene swoje królestwo. Niedawny więzień księcia Burgundii został jednym z najpotężniejszych feudałów we Francji. Po wyznaczeniu regentów w Bar i Lotaryngii, Rene odwiedził swoje nowe posiadłości, Andegawenię i Prowansję.

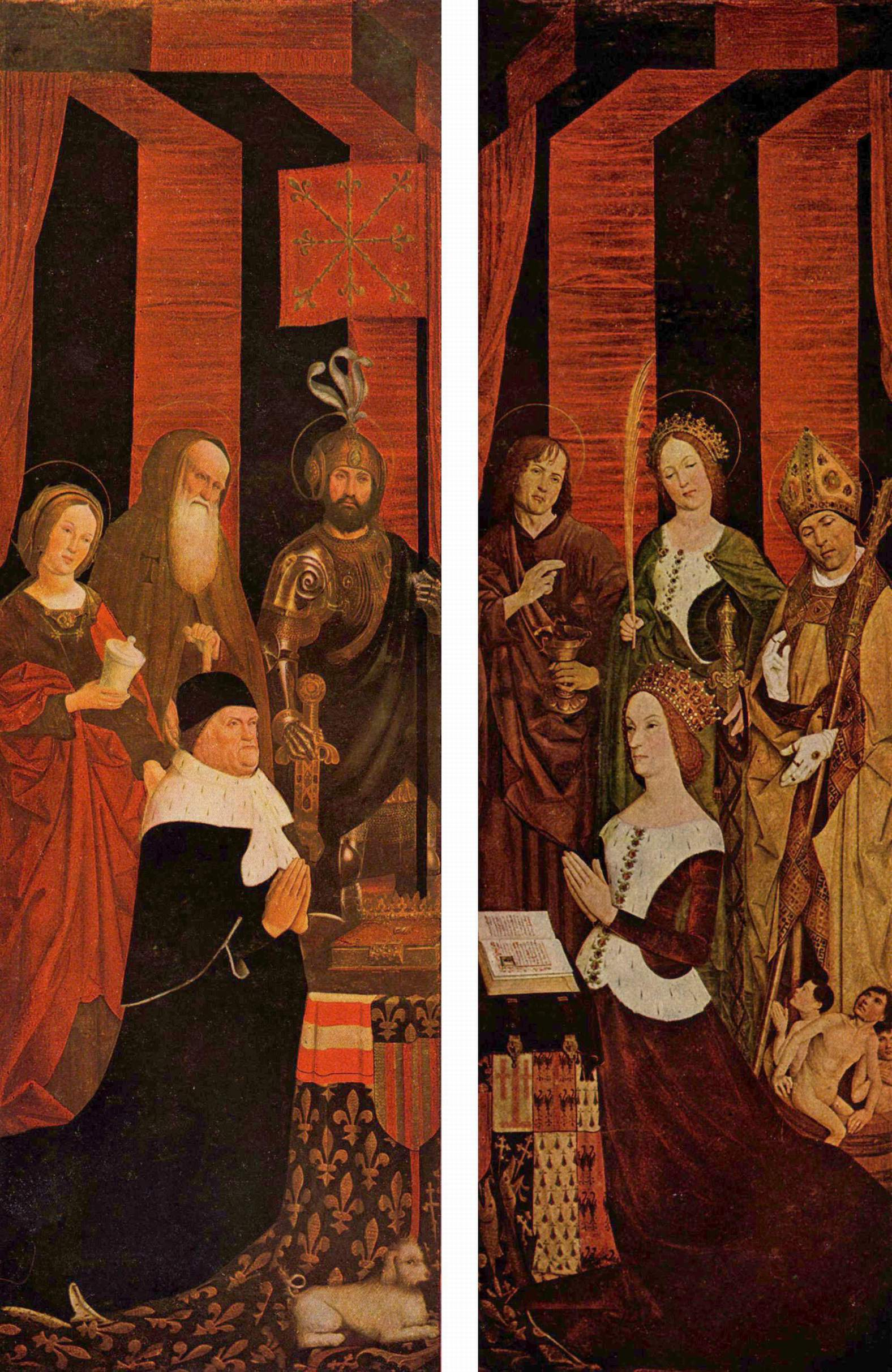
Rene i jego druga żona, Joanna de Laval

Mając poparcie króla Francji i papieża Eugeniusza IV Rene zorganizował wyprawę, której celem było zdobycie tronu neapolitańskiego. Do Neapolu przybył w 1437 r., gdzie następnego roku został koronowany na króla, jednak po kilkuletnich walkach z innym pretendentem do tronu, królem Aragonii Alfonsem V utracił wszelkie posiadłości we Włoszech i został zmuszony do powrotu do Francji w 1442 r. Kilkuletnia wojna nie przyniosła Rene żadnych korzyści, pogorszyła jedynie finansową kondycję księcia.
We Francji został członkiem rady królewskiej. Doszło wtedy do układu pomiędzy Rene a Antonim de Vaudemont. Postanowiono, że córka Rene, Jolanta, poślubi syna Anotniego, Fryderyka. Ich ślub odbył się w 1445 w 1444 r. brał udział w negocjacjach Karola VII z Anglikami w Tours, gdzie zapadła decyzja o ślubie jego córki Małgorzaty z królem Anglii Henrykiem VI.

### Mecenas sztuki
Gdy w 1453 r. zmarła jego żona, Rene ostatecznie zrzekł się tytułu księcia Lotaryngii na rzecz swego syna Jana II. Rene osiadł w Angers i zasłynął jako mecenas sztuki, literatury i nauki, samemu pisząc dzieła literackie, a także malując i komponując. Był protektorem poetów (min. Franciszka Villon), organizował również okazałe turnieje rycerskie. W roku 1466 Dobrego Króla Rene znów wciągnęła wielka polityka, gdy zbuntowani Katalończycy nie mogąc pogodzić się z rządami w krajach Korony Domu Aragonii nowej dynastii kastylijskiej, wezwali Rene na tron, powołując się na jego pochodzenie, gdyż matka Rene była córką króla Aragonii Jana I Myśliwego. Będący już w podeszłym wieku Rene nie wziął osobiście udziału w wyprawie do Katalonii i Aragonii, na jej czele stanął syn Rene – Jan II, który jednak nie mając dostatecznych środków zajął jedynie Barcelonę. W 1470 r. Jan II został otruty, nie doczekawszy się pomocy od ojca i króla Francji, a Rene nie podjął żadnych dalszych kroków, by zdobyć tron Aragonii.
Dobry Król Rene zmarł w 10 lipca 1480 w Aix-en-Provence w Prowansji, został pochowany w Angers, w miejscowej katedrze. Po jego śmierci władcą Andegawenii i Prowansji został jego bratanek Karol IV Andegaweński, który zmarł w 1481 r., po śmierci którego Andegawenia i Prowansja zostały przejęte przez króla Francji Ludwika XI i włączone do domeny królewskiej.
Dobry Król Rene napisał takie dzieła jak:
- Traktat o formach i przepisach turniejowych[1]
- Regnault et Jeanneton
- Livre du Coeur d’amour épris
- La Cavalier Coeur d’Amour

## Rodzina
Rene był dwukrotnie żonaty. Pierwszy raz ożenił się 22 października 1422 w Nancy z Izabelą (1400 – 28 lutego 1453), córką księcia Lotaryngii Karola II i Małgorzaty, córki Ruprechta z Palatynatu, króla Niemiec. Rene i Izabela mieli razem pięciu synów i pięć córek:
- Jan II (14 stycznia 1425 – 16 grudnia 1470), książę Lotaryngii
- Rene (ur. 1426), zmarł młodo
- Ludwik (16 października 1427–1443), markiz de Pont-a-Mousson
- Mikołaj (ur. 2 listopada 1428), zmarł młodo
- Jolanta (2 listopada 1428 – 23 marca 1483), księżna de Bar, żona Fryderyka de Vaudemont, matka księcia Lotaryngii Rene II
- Małgorzata (23 marca 1429 – 25 sierpnia 1482), żona króla Anglii Henryka VI Lancastera
- Karol (1431–1432), hrabia de Guise
- Izabela, zmarła młodo
- Ludwika (ur. 1436), zmarła młodo
- Anna (ur. 1437), zmarła młodo

Drugą żoną Rene była Joanna de Laval (1433–1498), córka Gwidona XIV, hrabiego de Laval, i Izabeli Bretońskiej. Ślub odbył się 10 września 1454 r. w opactwie św. Mikołaja w Angers. Małżeństwo to było bezdzietne.
Rene miał również wiele nieślubnych dzieci, m.in.:
- Jan Bastard d’Anjou (zm. czerwiec 1536), markiz Pont-a-Mousson, pan de Saint Cannat i Saint Remy, ożenił się z Małgorzatą de Glandeves-Faucon, miał dzieci
- Joanna Blanka d’Anjou (zm. 16 kwietnia 1470), pani de Mirabeau, żona Bertranda, pana de Beauvau
- Magdalena d’Anjou (zm. przed 1515), hrabina de Montferrand, żona Ludwika Jana, pana de Bellenave

## Galeria z herbami

1420-1434 r.
1434-1443 r.
1443-1453 r.
1453-1470 r.
1470-1480 r.